# When Seconds Count
When Seconds Count è il sesto album in studio del gruppo musicale statunitense Survivor, pubblicato nel 1986. L'album ebbe un buon successo, trainato dal singolo Is This Love che si piazzò al 9º posto nella Billboard Hot 100 nel tardo 1987. Altri singoli di quest'album sono How Much Love (51º in classifica) e la ballata Man Against The World (86º billboard). Quest'ultimo brano nel 1985, insieme a Burning Heart, fece parte della colonna sonora del film Rocky IV.

## Tracce
1. How Much Love – 3:58
2. Keep It Right Here – 4:28 (Jamison, Peterik, Sullivan)
3. Is This Love – 3:42
4. Man Against the World – 3:35 (Jamison, Peterik, Sullivan)
5. Rebel Son – 4:37 (Jamison, Peterik, Sullivan)
6. Oceans – 4:39
7. When Seconds Count – 4:05
8. Backstreet Love Affair – 4:01
9. In Good Faith – 4:22 (Jamison, Peterik, Sullivan)
10. Can't Let You Go – 4:42

## Formazione
- Jimi Jamison - voce
- Frankie Sullivan - chitarra
- Jim Peterik - chitarra/tastiera
- Stephan Ellis - basso
- Marc Droubay - batteria